# Vražda Jána Kuciaka a Martiny Kušnírové
Vražda Jána Kuciaka a Martiny Kušnírové byla spáchána 21. února 2018 v západoslovenské obci Veľká Mača nedaleko Trnavy. Slovenský investigativní novinář Ján Kuciak byl zastřelen ve věku 27 let i se svou partnerkou Martinou Kušnírovou. Byl usmrcen dvěma střelami do srdce, jeho partnerka střelou do hlavy. K vraždě se později přiznal bývalý profesionální voják Miroslav Marček a jako zprostředkovatel Zoltán Andruskó. Specializovaný trestní soud v Pezinku v září 2020 prozatím nepravomocně potvrdil vinu spolupachatele, bývalého policisty a Marčekova bratrance Tomáše Szabóa, zprostil však viny podnikatele Mariána Kočnera, který byl obžalovaný z objednání vraždy, i jeho asistentku a údajně zprostředkovatelku Alenu Zsuzsovou.

## Vyšetřování
Velitel elitní policejní jednotky NAKA Peter Hraško uvedl pro deník Sme, že bude případ vyšetřovat jako úkladnou vraždu. Slovenský policejní prezident Tibor Gašpar na tiskové konferenci 26. února uvedl, že vražda zřejmě souvisí s Kuciakovou prací novináře; uvedl také, že policie nabídla vybraným žurnalistům ochranu jejich obydlí a zařízení pro rychlé přivolání pomoci, tzv. „panic button“. Slovenská vláda následně vyhlásila odměnu 1 milion eur za informace vedoucí k dopadení pachatele.
Během prvního dne vyšetřování slovenská policie vyslechla asi 20 lidí. Policejní prezident Gašpar uvedl, že pracuje s několika vyšetřovacími verzemi a sama oslovila nebo byla kontaktována zahraničními bezpečnostními sbory a agenturami z Česka, Itálie i Europolem. Zmínil, že případ má svou českou stopu.
Ve čtvrtek 1. března slovenská policie zadržela italského podnikatele Antonina Vadalu, jeho bratra i bratrance a provedla razie v domě a objektech spojených s jeho aktivitami v Michalovcích a v Trebišově; všech sedm zadržených Italů bylo propuštěno v noci na sobotu 3. března.
V úterý 13. března zadržela slovenská policie Vadalu znovu, a to na základě evropského zatýkacího rozkazu, vydaného italským soudem kvůli drogové trestné činnosti. V pátek 16. března byl zadržen i Vadalův bratr.
V srpnu 2018, půl roku po dvojnásobné vraždě, skupina zhruba 300 slovenských novinářů publikovala otevřený dopis zpochybňující nezávislost policejního vyšetřování.
V polovině září 2018 slovenská speciální prokuratura oznámila, že motivem vraždy byla skutečně Kuciakova novinářská práce, a zveřejnila identikit muže, který se měl údajně pohybovat v okolí místa činu. Před koncem září již slovenská média informovala o tom, že policie zadržela osm osob podezřelých z vraždy, mezi nimi také bývalého policejního vyšetřovatele z Komárna Tomáše Szabó či jeho bratrance; objednavatel vraždy však ještě nebyl znám. Obviněna byla i Alena Zsuzsová, pracující jako tlumočnice italštiny pro podnikatele Mariána Kočnera, která měla zprostředkovat objednání. Vedle střelce Tomáše Szabó měl být dále řidičem Miroslav Marček a zprostředkovatelem Zoltán Andruskó. Cena za vraždu podle vyšetřovatelů měla být nejméně 70 tisíc eur, v přepočtu asi 1,8 milionu českých korun.
V březnu 2019 slovenská policie obvinila podnikatele Mariána Kočnera z objednání vraždy Kuciaka a Kušnírové, a v dubnu 2019 se k vraždě přiznal bývalý profesionální voják Miroslav Marček.

## Soudní proces
Zoltán Andruskó, který měl podle obžaloby na Kočnerovu objednávku (zprostředkovanou přes Zsuzsovou) najmout Szabóa, potažmo Marčeka, se s vyšetřovateli dohodl na trestu 10 let odnětí svobody, což však soud prodloužil na 15 let a 30. prosince 2019 bez možnosti odvolání schválil.
V lednu 2020 bylo zahájeno soudní líčení se čtyřmi obviněnými před Specializovaným trestním soudem se sídlem v Pezinku. Vykonavatel vraždy Miroslav Marček se před soudem přiznal a popsal provedení skutku. Uvedl také, že objednávku vraždy dostal koncem roku 2017, že původně měl být Kuciak unesen a zabit tak, aby nebyl nikdy nalezen, což však označil za nereálné; Kušnírovou podle vlastních slov zabil, protože nebyl při útoku na Kuciaka maskovaný kuklou. Při své výpovědi se omluvil rodinám obětí. Marián Kočner, obviněný jako objednavatel vraždy, svou vinu popřel, připustil pouze nedovolené ozbrojování. Svoji vinu odmítla také Alena Zsuzsová, viněná ze zprostředkování vraždy. Marčekův bratranec Tomáš Szabó, viněný z napomáhání, uvedl, že dostal objednávku pouze na zbití Kuciaka.
V dubnu 2020 soud stanovil nepravomocně trest Miroslavu Marčekovi na 23 let odnětí svobody, když součástí obžaloby byla i vražda podnikatele Petera Molnára v roce 2016, ke které se Marček v rámci vyšetřování vraždy Kuciaka a Kušnírové také přiznal. V prosinci 2020 odvolací soud trest zpřísnil na 25 let a rozsudek nabyl právní moci.
Počátkem září 2020 soud rozhodl, že ke skutku sice došlo, nepodařilo se však prokázat vinu Kočnera a Zsuzsové. Kočnera odsoudil pouze ve věci nedovoleného ozbrojování k peněžitému trestu. Vrahova pomocníka Tomáše Szabó soud uznal vinným a stanovil mu trest 25 let odnětí svobody. Pro takovýto rozsudek hlasovali v soudním senátu soudci Ivan Matel a Rastislav Stieranka, kteří přehlasovali předsedkyni senátu Růženu Sabovou. Pozůstalí obou obětí uvedli, že podají odvolání.
Slovenský nejvyšší soud v červnu 2021 osvobozující rozsudek pro Kočnera i Zsuzsovou zrušil, když podle něj z řízení vyplynul nesprávný právní závěr rezultující osvobozujícím rozsudkem Kočnera i Zsuzsové. Nejvyšší soud zároveň potvrdil rozsudek Tomáše Szabó, který tím nabyl právní moci. V říjnu 2021 byla Zsuzsová pravomocně odsouzena na 21 let odnětí svobody v případě vraždy primátora Hrubanova Lászla Basternáka, jejíž objednávku zprostředkovala.
V únoru 2022 specializovaný soud proces Kočnera i Zsuzsové spojil s případem přípravy vražd tehdejšího generálního prokurátora Maroše Žilinky, současného generálního prokurátora Daniela Lipšice a náměstka Žilinky Petera Šufliarského; i tyto vraždy si měl objednat Kočner přes Zsuzsovou a Zoltána Andruska. Důkazy k těmto objednávkám byly zajištěny v rámci vyšetřování vraždy Kuciana a Kušnírové, přípravu popsal i samotný Andruskó. V květnu 2023 uznal soud první instance Alenu Zsuzsovou vinnou z objednání vraždy Jána Kuciaka a jeho přítelkyně, stejně jako z přípravy na vraždu elitního prokurátora Maroše Žilinky a nepravomocně ji tak odsoudil k 25 letům odnětí svobody. Kočnera naopak soud nepravomocně zprostil všech obvinění.
V květnu 2025 nejvyšší soud zrušil rozsudek specializovaného soudu z roku 2023 z důvodu nejasnosti ve skutkových zjištěních či nevykonání veškerých důkazů a rovněž proto, že se soud dostatečně nevypořádal s předchozími výtkami nejvyššího soudu.

## Společenská reakce

### Reakce politiků a médií
Slovenský premiér Robert Fico útok označil za „bezprecedentní útok na svobodu tisku a demokracii na Slovensku“, představitelé opozice však při té příležitosti připomněli také jeho dřívější kritická vyjádření vůči novinářům. Slovenský prezident Andrej Kiska uvedl, že „chladnokrevná vražda mladých lidí je otřesným činem, který musí být potrestán“. Český premiér Andrej Babiš rovněž odsoudil násilí proti novinářům. Český prezident Miloš Zeman, který v minulosti mimo jiné vtipkoval o tom, že novinářů je příliš mnoho a měli by se likvidovat, Kuciakovo úmrtí zprvu nijak nekomentoval; ani prezidentův mluvčí neposkytl médiím žádné vyjádření. V úterý 27. února prezident vyjádřil prostřednictvím mluvčího svůj odsudek. Předseda Evropské komise Jean-Claude Juncker během návštěvy Bělehradu prohlásil, že „vraždění či zastrašování novinářů nemají místo ani v Evropě, ani v demokracii“.
Média případ označila za první vraždu novináře v novodobých dějinách Slovenska. Devatenáct šéfredaktorů z veřejnoprávních i soukromých slovenských médií vydalo k vraždě společné prohlášení, v němž mimo jiné uvedli:
Vražda novináře je vážným znamením, že se zločin obrací proti jednomu z nejdůležitějších pilířů svobody: proti svobodě slova a právu občanů kontrolovat mocné a ty, kteří překračují zákon.
 Syndikát novinářů České republiky vyzval slovenskou policii a orgány činné v trestním řízení, aby pachatele potrestaly a zajistily novinářům bezpečí. Obdobně se vyjádřila organizace Reportéři bez hranic a připomněla, že je to za posledních 10 let pátá vražda novináře v zemích Evropské unie (včetně hromadné vraždy redaktorů Charlie Hebdo v lednu 2015). Jiné prohlášení odsuzující Kuciakovu vraždu podepsalo na 300 českých novinářů.
Roberto Saviano, italský novinář a spisovatel, v článku, publikovaném 12. března 2018 v českém týdeníku Respekt, hovořil o tom, že „Ján Kuciak zaplatil za svoji novinářskou práci, za svoji angažovanost“. Roberto Saviano v článku píše, že mafiánské zločinecké organizace lze považovat za „první podnikatelské skupiny ze Západu“, které nastoupily po pádu komunismu v zemích střední a východní Evropy a které si svůj přístup na území zemí někdejšího Východního bloku budovaly už předtím udržováním vztahů s komunistickými režimy, politickou korupcí a ilegálními obchody.

### Kuciakova zjištění
Šéfredaktor Aktualit.sk 26. února přislíbil, že poslední text, na kterém Kuciak pracoval, bude co nejdříve zveřejněn. Došlo k tomu o půlnoci z 27. na 28. února a reportáž byla zakončena slovy: „Závěr článku chybí, autor ho nestihl dokončit.“ Více než rok připravovaný materiál pojednával o působení kalabrijské odnože italské zločinecké organizace 'Ndranghety na Slovensku a figuroval v něm podnikatel Antonino Vadala, podle autora s vazbami na vládnoucí stranu Směr.
Na textu spolupracovala mimo jiné Pavla Holcová, zakladatelka Českého centra pro investigativní žurnalistiku, jež je zapojené v síti Organized Crime and Corruption Reporting Project, a česká policie jí po události poskytla ochranu.

### Politická krize na Slovensku
Slovenský ministr kultury Marek Maďarič ve středu 28. února rezignoval na svou funkci, a to v souvislosti s podezřením o propojení premiérova okolí s italskou mafií 'Ndrangheta, o němž Kuciak psal v posmrtně zveřejněném textu, a kvůli samotné smrti autora.
Následná slovenská politická krize vyvrcholila ve čtvrtek 15. března pádem třetí vlády Roberta Fica.

### Pietní akce a protesty

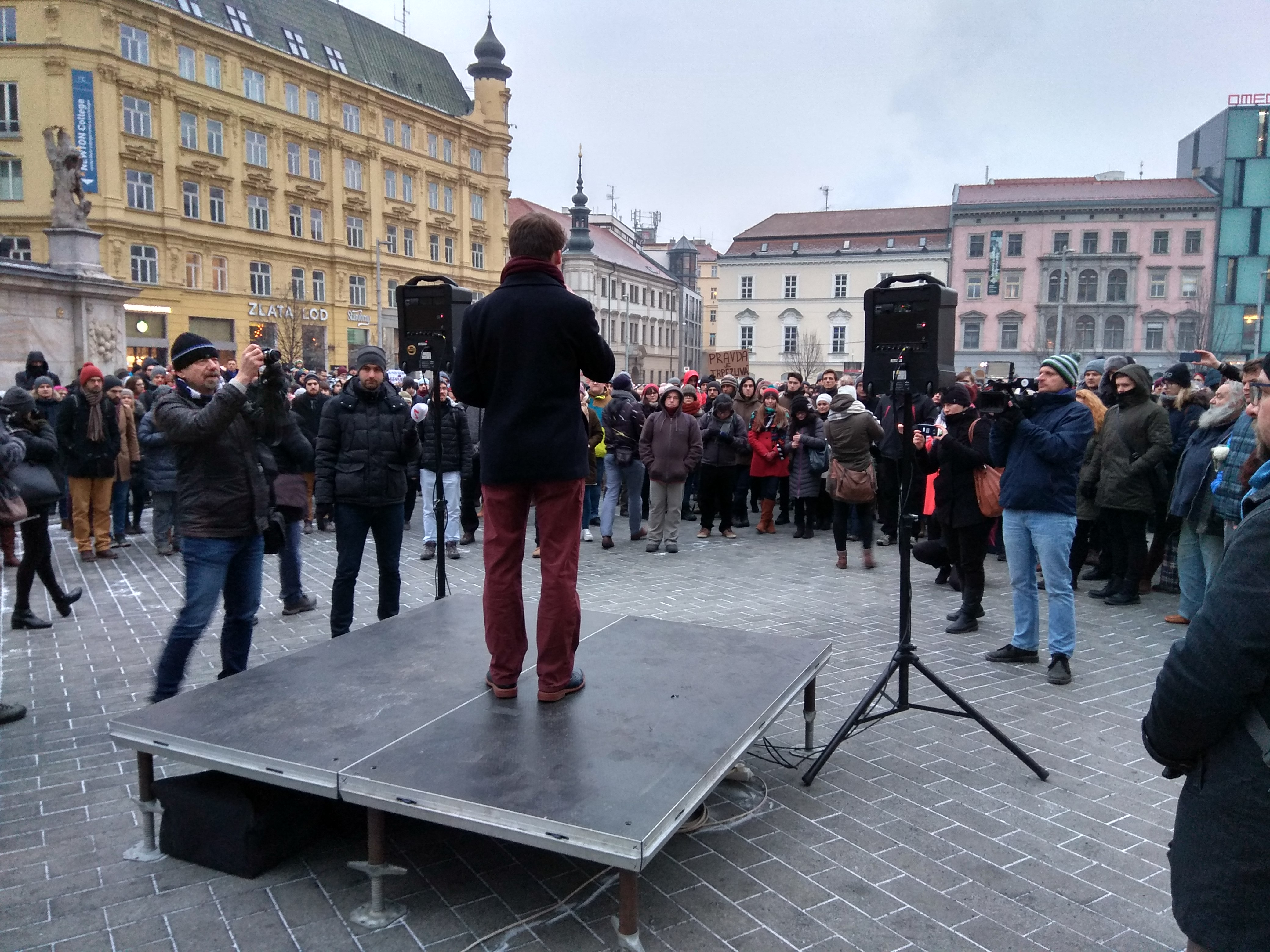
Akce „Nechceme zpět 90. léta!“ 2. března 2018 v Brně

V pondělí 26. února 2018 ve večerních hodinách se na některých místech konala pietní shromáždění k uctění Kuciakovy památky, např. v Bratislavě na náměstí SNP či před sídlem redakce Aktualit, také v Praze na Václavském náměstí u sochy sv. Václava nebo v Brně na Komenského náměstí u sochy T. G. Masaryka. Slovenské opoziční hnutí OĽaNO svolalo na středu 28. února na náměstí SNP pochod za Jána Kuciaka a jeho přítelkyni. Akce se účastnilo několik set lidí.

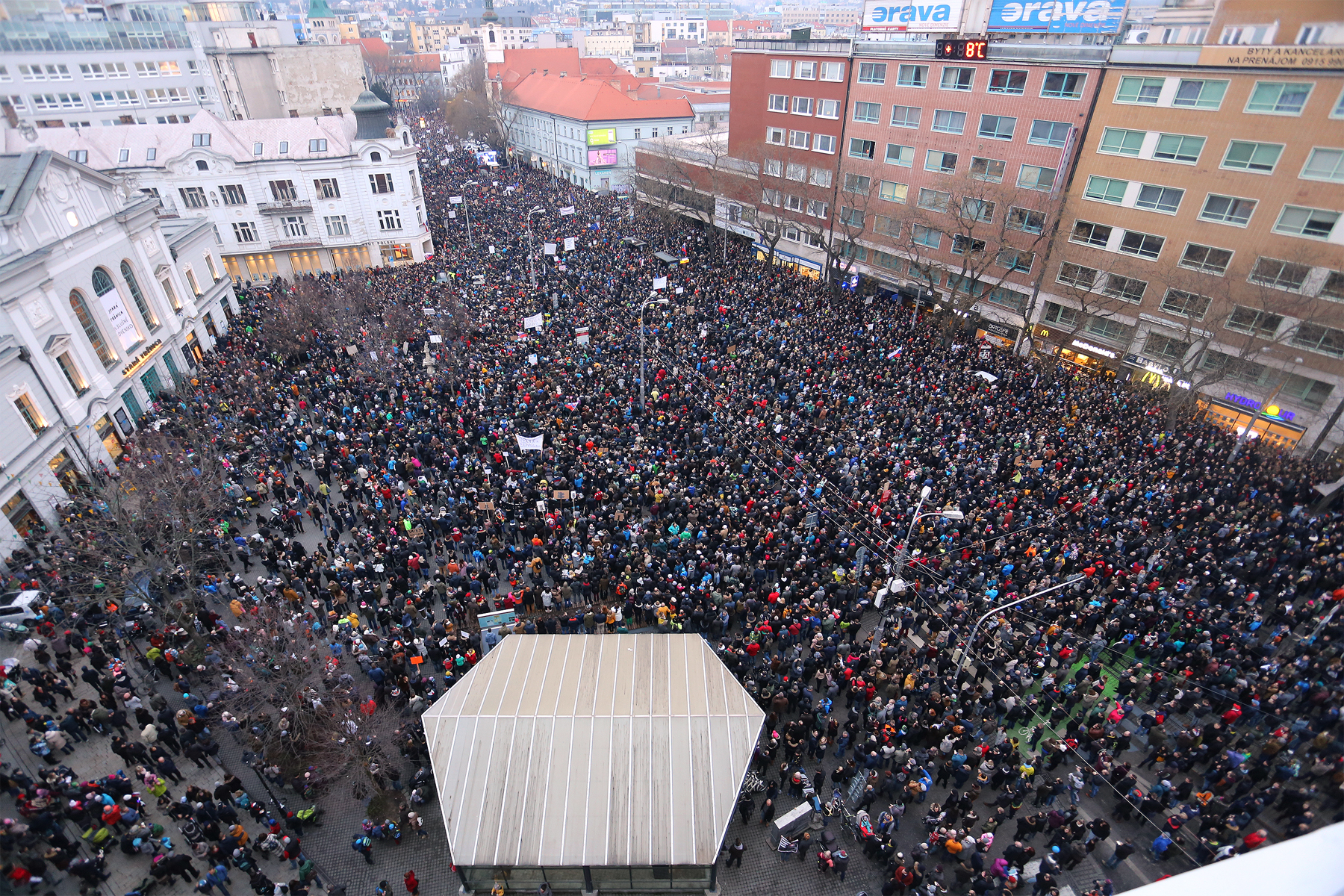
Protest po vraždě Jána Kuciaka a Martiny Kušnírové 9. března 2018 v Bratislavě

Na bratislavské Hviezdoslavovo náměstí byl na Facebooku svolán pochod pod názvem „Nechceme späť 90-te“, a to původně na 13. března, následně byl termín posunut již na pátek 2. března; hlavními organizátory této apolitické akce byli projektový manažer vydavatelství Petit Press Peter Nagy s manželkou Katarínou Nagy Pazmany. Další podobné akce byly na týž den svolány také v řadě dalších slovenských a zahraničních měst, včetně Prahy, Brna, Ostravy či Londýna, Paříže a Pekingu.
V pátek 9. března se v 48 slovenských a 17 zahraničních městech (včetně Prahy či Brna) konala protestní shromáždění pod názvem „Postavme sa za slušné Slovensko“, jejichž účastníci protestovali proti premiérovi Robertu Ficovi a ministrovi vnitra Robertu Kaliňákovi, vyslovili požadavek důvěryhodné a nezkorumpované vlády a žádali vyšetření Kuciakovy vraždy. Protestů se zúčastnilo celkově kolem 120 tisíc lidí; na hlavní shromáždění v Bratislavě přišlo podle odhadů 50 až 60 tisíc účastníků, což představovalo největší veřejné shromáždění na Slovensku od Sametové revoluce v roce 1989.
Další protesty se konaly v pátek 16. března – podle odhadu organizátorů se největšího shromáždění v Bratislavě zúčastnilo kolem 65 000 účastníků.
V sobotu 5. května 2018, tedy v den, na který měli Kuciak s Kušnírovou naplánovanou svatbu, se v kostele v Gregorovcích uskutečnila zádušní mše a poté následoval na tamním fotbalovém hřišti Koncert pro Jána a Martinu. Den předtím se tisíce lidí zúčastnily shromáždění uspořádaných v několika městech iniciativou občanských aktivistů Za slušné Slovensko.

### Výroční připomínky

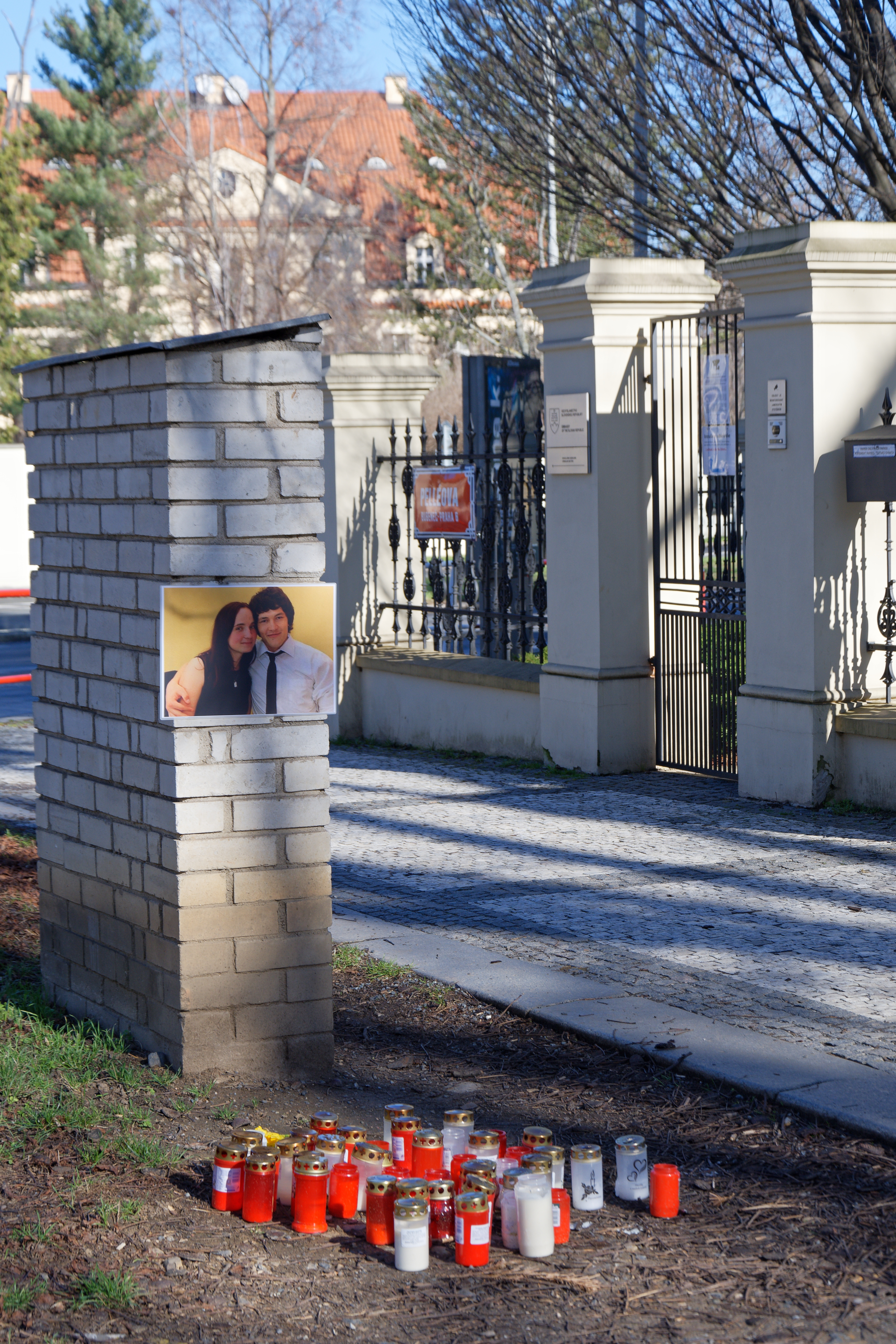
Vzpomínkové místo před slovenskou ambasádou v Praze, únor 2024

Rok po vraždě, 21. února 2019, byla po celém Slovensku uskutečněna řada vzpomínkových akcí, iniciativa Za slušné Slovensko zorganizovala shromáždění v Bratislavě a dalších asi 30 slovenských městech i ve vybraných zahraničních metropolích; akce v Košicích se zúčastnil prezident Andrej Kiska.
Dne 21. února 2020, v době nedlouho po zahájení soudního procesu a také několik dní před slovenskými parlamentními volbami, se uskutečnila vzpomínková shromáždění v asi 50 slovenských městech i např. v Praze a Brně. Na bratislavské Náměstí SNP svolala akci opoziční strana Sloboda a Solidarita, vpodvečer pak na tamní Náměstí svobody svolala demonstraci iniciativa Za slušné Slovensko. Prezidentka Zuzana Čaputová uctila památku u domu zavražděných ve Velké Mači. Např. Denník N otiskl na své titulní straně kromě jiného nápis „Nezapomínáme“ a heslo „#ALL FOR JAN“ na černém pozadí.

### Reakce na rozsudek
Na rozsudek 3. září 2020 reagoval slovenský premiér Igor Matovič vyjádřením víry, „že si spravedlnost na oba (strůjce vraždy) počká“. Prezidentka Zuzana Čaputová prohlásila, že překvapivý verdikt respektuje, očekává však pokračování procesu u nejvyššího soudu.

## Odraz v kultuře
- Sviňa je hraný film režijní dvojice Mariany Čengel Solčanské a Rudolfa Biermanna na náměty případu. Ve slovenských kinech po uvedení v roce 2020 zaznamenal rekordní návštěvnost během prvního víkendu.[67]
- Karlovarský filmový festival v červenci 2022 představil dokument Kuciak: Vražda novináře (anglicky The Killing of a Journalist; režie Matt Sarnecki), v němž rekapituluje vyšetřování vraždy a všímá si změn, vyvolaných ve slovenské společnosti.[68]